# 小嫻
小嫻（シャオシェン）は台湾の女性タレント、女優。本名は黄瑜嫻。バラエティー番組の司会などのほか、ダンスも得意とする。

## 主な主演経歴
- 天才衝衝衝シリーズ
- TVBS娯楽新聞

### ドラマ
- 2008年 ハートに命中!100%（命中注定我愛你）- Coco 役
- 2010年 君には絶対恋してない!〜Down with Love（就想賴著妳）- 楊朵 役
- 2012年 台北ラブ・ストーリー（罪美麗）- 楚紅 役
- 2013年 妻の純愛（親愛的，我愛上別人了）- 徐以倩 役

| スタブアイコン | サブスタブ | この項目は、まだ閲覧者の調べものの参照としては役立たない、俳優（男優・女優）に関連した書きかけの項目です。この項目を加筆・訂正などしてくださる協力者を求めています（P:映画/PJ芸能人）。 |